# Thorsonia
Thorsonia is een geslacht van zeekomkommers uit de familie Phyllophoridae.

## Soorten
- Thorsonia adversaria (Semper, 1867)
- Thorsonia fusiformis Heding, 1940
- Thorsonia investigatoris (Koehler & Vaney, 1908)